# Bitwa pod Ocañą
Bitwie pod Ocañą – starcie zbrojne, które miało miejsce 19 listopada 1809 roku. Wojska francuskie dowodzone przez marszałka Nicolasa Soulta i króla Józefa Bonaparte odniosły swe największe zwycięstwo w czasie wojny w Hiszpanii. Generał Juan de Arizagua, dowódca hiszpański stracił ponad 20 000 zabitych, rannych, wziętych do niewoli i zaginionych (w większości dezerterów), głównie dzięki znakomitemu wykorzystaniu przez Soulta zalet polskiej i francuskiej lekkiej kawalerii.
Historyk wojen napoleońskich William Napier pisał: „Hiszpanie nadciągali kłusem; Sebastiani kazał Parisowi, by z pułkiem lekkiej kawalerii i polskimi lansjerami spadł na prawą flankę zbliżających się szwadronów, co zostało wykonane z wielkim animuszem, szczególnie przez Polaków i poważnie pomieszało wysiłki hiszpańskiego generała, starającego się uleczyć sytuację powstałą na zaatakowanym skrzydle”.
Strategiczne konsekwencje przegranej były nie do naprawienia, bowiem w ciągu kilku godzin wyeliminowane zostały jedyne siły zdolne do obrony południowej Hiszpanii; cały ten obszar został podbity w czasie zimowej kampanii w Andaluzji.

## Ruchy armii hiszpańskiej
Jesienią 1809 roku Hiszpanie postanowili uderzyć w kierunku Madrytu z dwóch stron jednocześnie. Dla Francuzów niejakim zaskoczeniem był atak z południa. W dniu 9 listopada południowa armia znalazła się w odległości 50 kilometrów od stolicy, a na jej drodze stało zaledwie 7 000 Francuzów. Tu nagle Arizagua zawahał się i utknął w miejscu na przeciąg trzech dni. Następnie podjął ponownie marsz na Madryt, ale wpadł na dwie francuskie dywizje i cofnął się. Kilka dni bezowocnych marszów i kontrmarszów doprowadziło do tego, że zaniepokojeni nie na żarty Francuzi zdążyli skoncentrować swe wojska i ruszyć naprzeciw.

## Siły przeciwników

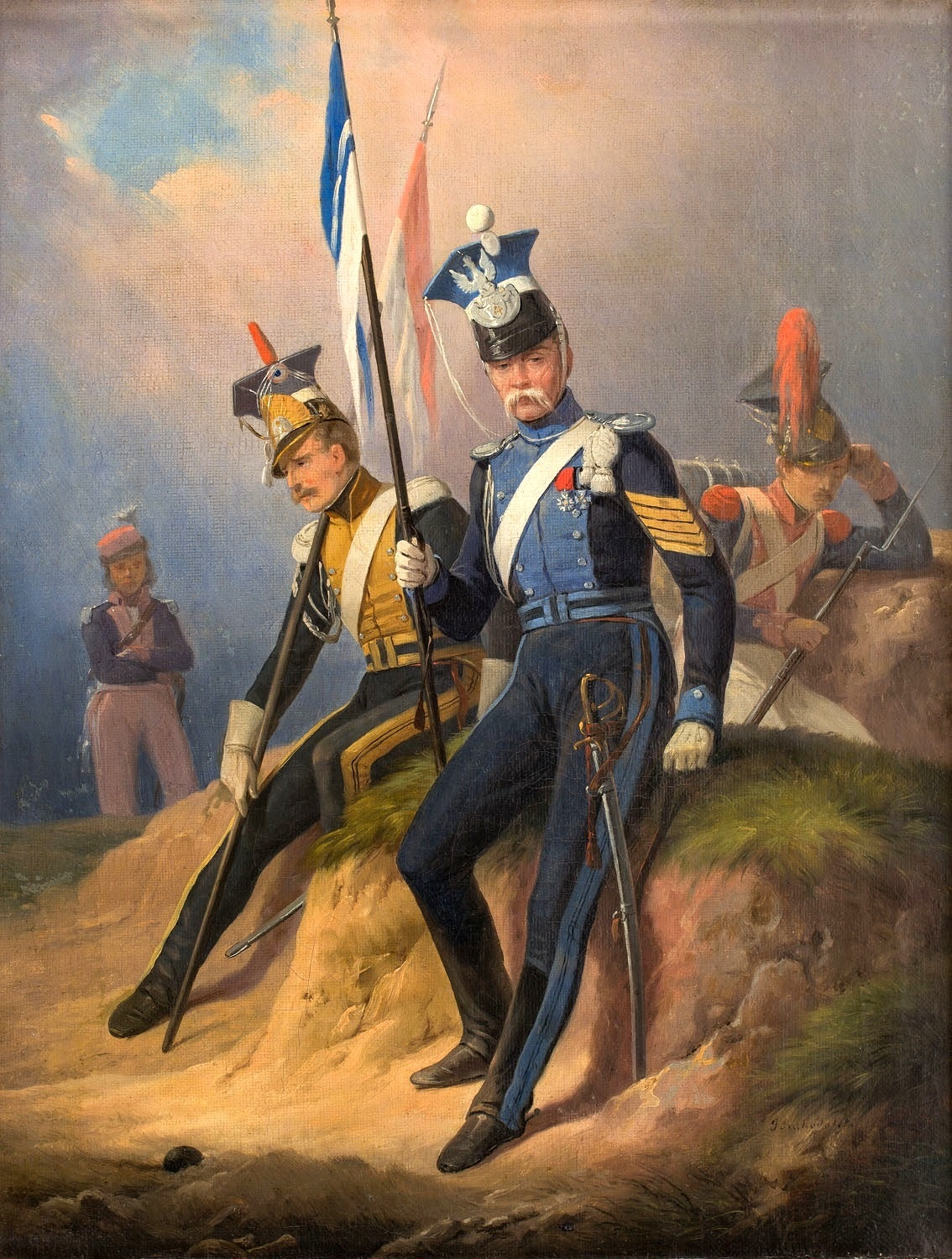
Ułani Księstwa Warszawskiego: Z lewej lansjer z Pułku Nadwiślańskiego Konopki

Arizagua miał do dyspozycji 51 000 ludzi w ośmiu dywizjach piechoty i czterech kawalerii; 60 dział obsługiwało 1 500 artylerzystów. Inni autorzy twierdzą, że siły hiszpańskie wynosiły 60 000 lub 56 500 ludzi.
Hiszpańska piechota składała się z 9-batalionowej dywizji gen. L. Lacy'ego (7 700), również 9-bat. gen. Gaspara Vigodeta (7 100), 8-bat. gen. P. Girona (5 200), 8-bat. gen. F. Castejona (6 400), 7-bat. gen. N. Zeraina (5 900), 6-bat. gen. N. Jacome'go + 9 batalionów z Badajoz, Jaen, Alpujarras, Sewilli, prowincji Malaga, Écija i Estremadura (7 600). Do tego dochodziły dywizje generałów Francisca Coponsa (5 100) i Vanguarda (6 000).
Dowódca kawalerii hiszpańskiej Manuel Freire miał pod sobą 5800 szabel w czterech dywizjach: Juana Bernuy'ego (pierwsza), Jose Rivasa (druga), Miguela Marcha (trzecia) i V. Osorio (czwarta).
Józef Bonaparte dowodził armią francuską tylko nominalnie. Rzeczywistym dowódcą 24 000 piechoty, 5 000 kawalerii, 1 500 artylerzystów z 50 działami był marszałek Nicolas Soult. Dwa korpusy armijne, trzy dywizje kawalerii i rezerwa stanowiły serce armii:
IV Korpus Sébastianiego w składzie:
Dywizja Levala: 2-bat. pułki Holenderski, 2. Nassau, Badeński, Hesse-Darmstadzki i Erbprinz + 1 batalion z Frankfurtu. Dywizja Werlé'go: 2-bat. pułki 4., 7. i 9. Księstwa Warszawskiego. 5 baterii artylerii. 3. pułk huzarów holenderskich i Pułk Lansjerów Nadwiślańskich.
V Korpus Mortiera w składzie:
Dywizja Girarda: 3-bat. pułki 17. Lekki, 40., 64., 88. Liniowe, 4-bat. 34. Liniowy. Dywizja Gazana: 3-bat. pułki 21. i 28. Lekkie, 100. i 103. Liniowe. 5 baterii artylerii.
Kawaleria i rezerwa w składzie:
Dywizja Milhauda: 5., 12., 16., 20., 21. pułki dragonów. Dywizja Parisa: 10. i 26. pułki szaserów, Lekkokonny Westfalski Pułk Kawalerii Lekkiej. Dywizja Beauregarda: pułki 10, huzarów, 21. szaserów, 13. i 22. dragonów. Kawaleria Gwardii Królewskiej: pułki Królewskich Szaserów Hiszpańskich i 27. szaserów. Główna rezerwa Dessollesa: 4 bat. Gwardii, 51. i 55. pułki liniowe, brygada Reya: pułku 12. Lekki, 43. Liniowy.

## Rozstawienie sił przed bitwą
Na zachód od miasteczka Ocaña Arizauga ustawił awangardę Zayasa i kawalerię Rivasa. Na wschód od Ocañi wódz hiszpański wyznaczył miejsce dla centrum i prawego skrzydła swej armii. Tego właśnie, nieosłoniętego prawego skrzydła, miały pilnować trzy pozostałe po wczorajszej bitwie dywizje kawalerii Freire'go. Od nich do miasteczka stała główna siła – dywizje Lacy'ego, Castejona, Girona i Vigodeta. Bataliony ustawione były w dwie linie. W rezerwie za Castejonem stali ludzie Jacome'a, Zerain wspierał Girona i Coponsa, zabezpieczany dodatkowo przez Vigodeta.
Gwardia królewska i rezerwa Dessollesa stały na wprost Ocañi, za wielkim parowem. Dalej na wschód stał Rey. Gazan i Girard z V Korpusu, Leval i Werlé z IV Korpusu oraz kawaleria zamykały prawe skrzydło francuskie. Soult zmasował 30 dział pomiędzy siłami Dessollesa i pozycjami IV Korpusu.

## Bitwa

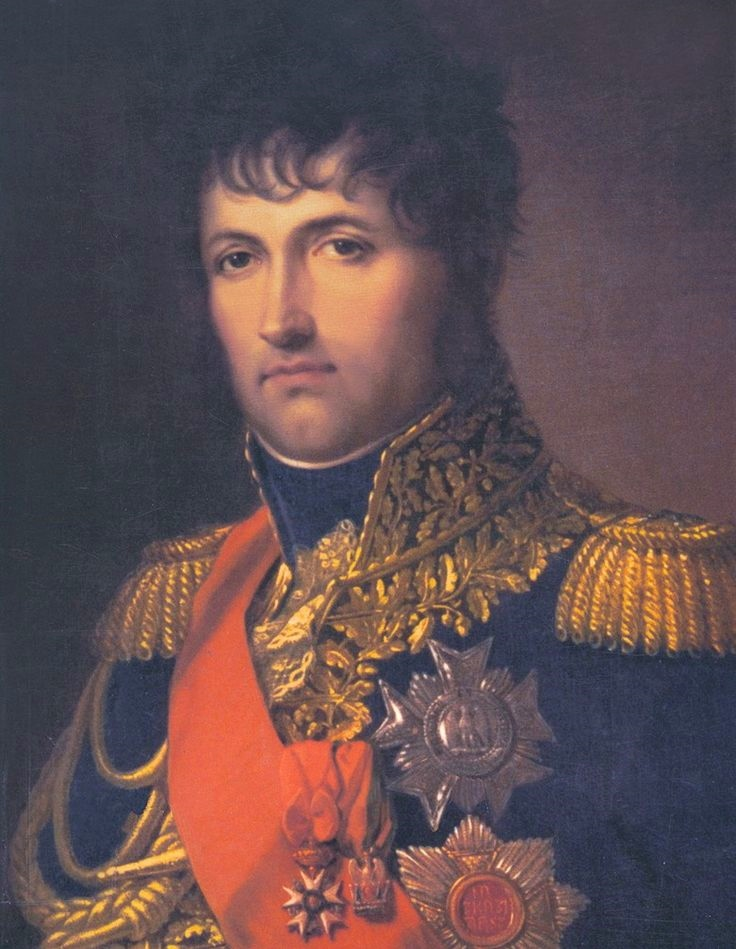
Marszałek Soult

18 listopada miała miejsce największa bitwa kawaleryjska tej wojny. Trzy dywizje Freire'go – 4000 jeźdźców – miały za zadanie otworzyć drogę hiszpańskiej piechocie. Lekka kawaleria Parisa i dragoni Milhauda za nimi, uderzyli z flanki. Paris przełamał pierwsze szwadrony Hiszpanów, ale w tym momencie Freire rzucił do boju rezerwę. Dragoni Milhauda zaatakowali w porę i cała kawaleria hiszpańska została rozbita i zegnana z pola. Francuzi stracili mniej niż 100 ludzi, straty przeciwnika były wielekroć większe.
Nieco inaczej pisał o tym Marian Kukiel: „Wpław przebyła lekka kawaleria rzekę Tag, wybiegła na równinę, przez którą masy kawaleyi hiszpańskiej ciągnęły właśnie dla owładnięcia przeprawy. Poznali lansyerzy swego wroga spod Iovenes, owych carabinieros reales. Pułkownik na białym koniu prowadził tę najlepszą jazdę hiszpańską. Rozległ się głos kapitaha Hupeta: Za broń! Do ataku broń! Pochyliły się lance. Stanęli karabinierzy. Nadarmo wołał ich dowódzca: Alante iios! – naprzód dzieci! Nie ruszyła z miejsca ich linia. Dowódzca zakomenderował: Fuego! Wytrzymali lansyerzy ogień, przeszli w galop. Zanim zdołali uderzyć, pułk karabinierów uchodził w bezładnej rozsypce. Nadbiegły dalsze pułki hiszpańskie, gdy wtem marszałek Mortier z oddziałem dragonów zmieszał wroga natarciem skrzydłowym, a szaserzy zerwali się do szarży. Zniesiono 3000 jazdy nieprzyjacielskiej”, a jeszcze inaczej Józef Rudnicki: ”...z nadstawionymi chorągiewkami czwałem rzucili się Polacy na 10 kroć silniejszego nieprzyjaciela; do wrodzonego męztwa pomogły chorągiewki, których konie hiszpańskie nigdy nie widząc, pierzchać i łamać porządek poczęły: korzystał jeden z najwaleczniejszych kapitanów, w historii godzien być zamieszczonym, Jupe, z nieładu jaki uczynił w szeregach nieprzyjacielskich i sam środek tak licznych kolumn przełamał. Jenerał Francuzki nazwiskiem Paris, asekurujący we dwa półki huzarów Jupemu, w pomoc walecznym Polakom przybył i do rozbicia i zdemontowania nieprzyjaciół wielce się przyłożył; lecz nad samym już wieczorem dnia 18 listopada 1809 roku zapędziwszy się za uchodzącym nieprzyjacielem, przez dragonów hiszpańskich rozsiekanym został. Kapitan zaś Jupe na czele niezwalczonych hułanów polskich, szczęśliwie pędząc przed sobą mnóstwo niewolników i koni, do armji naszej powrócił, gdzie na drugi dzień na polu walnej bitwy szefem szwadronu i oficerem legji honorowej przez marszałka Morthier księcia Trevizo ogłoszonym został”.
Rankiem następnego dnia zmasowane baterie zaczęły bombardować hiszpańskie centrum, a jednocześnie Leval zaatakował Castejona, a Werlé uderzył na Lacy'ego. W pierwszej chwili Hiszpanie zaczęli się cofać, ale gdy IV Korpus zatrzymał się, by pozwolić podciągnąć do linii artylerię, dwie dywizje hiszpańskie wysunęły się naprzód i otwarły gwałtowny ogień karabinowy. Holendrzy, Niemcy i Polacy zaczęli się cofać. W tej sytuacji Soult kazał dywizji Girarda wesprzeć bataliony IV Korpusu. Tak o tym pisał Kukiel: „Zachwiały się szeregi. W krytycznym momencie książę Sułkowski pochwycił orła 4-go pułku piechoty wołając: Kto Polak za mną! Pozycya została zdobytą, oblana krwią 22 oficerów polskich”.
W tym samym czasie lansjerzy polscy i dragoni Milhauda, wspierani przez szaserów i huzarów Beauregarda, ruszyli w stronę odsłoniętego prawego skrzydła Hiszpanów. Ukryci za gajem oliwnym, pojawili się niespodziewanie przed liniami Freire'go. Uderzyli i wkrótce znieśli hiszpańską konnicę ze szczętem. Następnie dokonali zwrotu i natarli na nieosłonięte skrzydło piechoty Lacy'ego. Soult nakazał piechocie walne natarcie, a baterie francuskie podjęły zmasowany ostrzał.
Mając do czynienia z natarciem piechoty od czoła, przy jednoczesnym uderzeniu kawalerii z flanki, hiszpańskie dywizje zaczęły się najpierw cofać, a potem rozpadać. Wyczuwając moment załamania w hiszpańskich szeregach, pułki rezerwy Dessollesa przeszły przez parów i wdarły się do miasteczka Ocaña, uderzając na jeszcze nie tknięte hiszpańskie lewe skrzydło. W tej sytuacji cała armia hiszpańska rzuciła się do ucieczki. W odwrocie osłaniała ją nie biorąca dotąd udziału w boju dywizja Zayasa, ale i ona do wieczora została rozbita przez idącą w trop kawalerię polską i francuską.

## Skutki
Francuzi wzięli co najmniej 14 000 jeńców, zdobyli 50 dział, 34 sztandary i cały tabor. Co najmniej 4 000 Hiszpanów zostało zabitych i rannych. Straty francuskie, głównie w piechocie, wyniosły 2000. Paris zginął, Girard został ranny Po tej bitwie całe południe Hiszpanii wpadło w ręce Napoleona. Północna armia hiszpańska została pobita w tydzień później pod Alba de Tormes.